# Wilhelm Hanauer
Wilhelm Hanauer (* 21. Juli 1866 in Richen im damaligen Großherzogtum Baden; † 14. Juni 1940 in Sayn) war ein deutscher Arzt und Sozialhygieniker. Er setzte sich für die Anerkennung von Berufskrankheiten und den Arbeitsschutz der Arbeiter und Angestellten ein. Er war außerordentlicher Professor an der Universität Frankfurt, bis er von den Nationalsozialisten 1933 entlassen wurde.

## Anfänge in der Kaiserzeit
Hanauer kam als Sohn des Moses Hanauer und dessen Ehefrau Fanni, geborene Weisbart, zur Welt. Seine Mutter war die Tochter des Rabbiners Nathaniel Gabriel Weihaupt. Er besuchte die Volksschule in Richen, die Höhere Bürgerschule in Eppingen und erwarb 1885 am Gymnasium Bruchsal das Abitur. Er studierte Medizin in Straßburg, München und Würzburg, wo er 1890 zur Therapie der Gelenktuberkulose mit jodhaltigen Injektionen 1890 promovierte. Zum Jahresbeginn 1891 erfolgte die Approbation. Er ließ sich als praktizierender Arzt in Sinsheim nieder und zog 1892 nach Frankfurt. Dort heiratete er Julie Adlerstein, und sie bekamen die beiden Töchter Lilly und Auguste. Auf der wirtschaftlichen Grundlage seiner Arztpraxis engagierte er sich u. a. als Vorsitzender im Zentralverein für jüdisches Gemeindeleben und als Mitglied im Ärztlichen Verein, der sich zunächst auch mit dem neuen Feld der öffentlichen Gesundheitspflege befasste. Von 1903 bis 1905 war Hanauer Vertrauensarzt der Ortskrankenkasse.
Sein Interesse galt den gewerblichen Krankheiten, wobei er die Ungerechtigkeit angriff, dass Berufskrankheiten im Gegensatz zu Berufsunfällen nicht entschädigt werden konnten. Die Gewerbeinspektionen sah er als mangelhaft an, da diese zwar über Wohlfahrtseinrichtungen, nicht aber über Missstände in den Betrieben berichten würden. Er sah in der Tuberkulose eine Gewerbekrankheit und nutzte die Statistik der Frankfurter Krankenkasse, um gehäufte Erkrankungen bestimmten Berufstätigkeiten zuzuordnen. Zur Verhütung propagierte er verkürzte Arbeitszeit und Sonntagsruhe sowie einen Ladenschluss ab acht Uhr. Er beschrieb die unerträglichen Lebensbedingungen der kinderreichen Arbeiterfamilien und besonders der Heimarbeiter im Rhein-Main-Gebiet. Er setzte sich gegen die Kinderarbeit und für eine ärztliche Beratung vor der Berufswahl ein, um Überanstrengungen der Jugendlichen zu vermeiden. Er betonte auch, dass es statistisch erwiesen sei, dass die Kindersterblichkeit mit den Wohlstandsverhältnissen in Beziehung steht. Dabei referierte er auf nationalen und internationalen Tagungen. In Frankfurt engagierte er sich in zahlreichen sozialen Vereinen und Gesellschaften.
Ab 1915 war er während des Ersten Weltkrieges als Arzt „im Felde“ tätig. Die von ihm vorgesehene Gründung einer deutschen Gesellschaft für soziale Hygiene konnte er nicht realisieren.

## Reformer in der Weimarer Republik
Von 1919 bis 1924 war Hanauer in Frankfurt Stadtrat der linksliberalen Fortschrittlichen Volkspartei und der aus ihr hervorgegangenen Deutschen Demokratischen Partei. Er kümmerte sich um die ärztliche Versorgung der ärmeren Bevölkerungsschichten und erreichte die freie Arztwahl in der Frankfurter Armenpflege.
Im Jahr 1919 erhielt er die Lehrbefugnis für „Soziale Medizin, Versicherungsmedizin, Bevölkerungspolitik“ an der Universität Frankfurt. 1926 wurde er zum nichtbeamteten außerordentlichen Professor für „Soziale Medizin“ ernannt. Dieses Forschungsfeld befasste sich nicht mit der Heilung Einzelner, sondern wirkte auf die Gesellschaft unter anderem in Schule, Beruf, Versicherungswesen und Sport. Im gleichen Jahr begann er mit der Veröffentlichung des Periodikums Correspondenz für soziale Hygiene. Da er bei Arbeitsschutz und Gewerbehygiene auf die Betriebsräte setzte, veröffentlichte er in der Betriebsräte-Zeitschrift für die Funktionäre der Metallindustrie von Robert Dißmann zahlreiche Artikel, bis er 1931 im Alter von 65 Jahren seine Autorenschaft einstellte.

## Verfolgung und Tod zur Zeit des Nationalsozialismus
Wilhelm Stuckart entzog Hanauer die Lehrbefugnis am 2. September 1933 unter Bezug auf § 3 des nationalsozialistischen Gesetzes zur Wiederherstellung des Berufsbeamtentums. Hanauer war nur noch für die Behandlung jüdischer Fürsorgepfleglinge zugelassen und erlitt 1934 aufgrund der nationalsozialistischen Verfolgung einen schweren Nervenzusammenbruch. Er wurde daraufhin in der Jacoby’schen Heil- und Pflegeanstalt untergebracht, einer jüdischen Kuranstalt für „Nervöse“ in Sayn bei Koblenz. Seine jüngere Tochter Auguste konnte 1936 mit ihrem Mann Walter Silberberg nach Baltimore auswandern, während die ältere Tochter Lilly bis 1940 als Lehrerin am Frankfurter Philantropin unterrichtete und sich um die Angelegenheiten ihres Vaters kümmerte. Sie folgte Anfang 1940 ihrer Schwester nach Baltimore. Der jüdische Konsulent Robert Rosenberg kümmerte sich fortan um die Angelegenheiten ihres Vaters. Hanauer verstarb am 14. Juni 1940 in Sayn. Er wurde am 18. Juni 1940 auf dem Neuen Jüdischen Friedhof in Frankfurt beerdigt.
Die Töchter erhielten kein Erbe, da im nationalsozialistischen Deutschland Testamente, die das „gesunde Volksempfinden“ beleidigen, aufgrund einer Ermächtigung des Justizministeriums für nichtig erklärt wurden. Das in Deutschland angesammelte jüdische Kapital wurde so weit als möglich „arisiert“.

## Gedenken

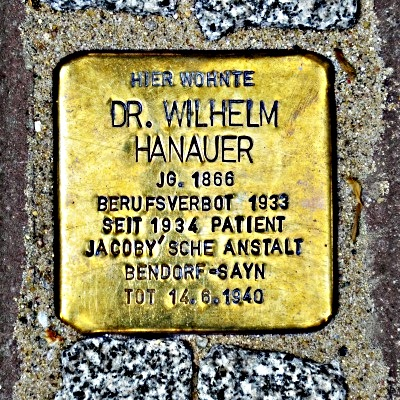
Stolperstein für Wilhelm Hanauer

Die Mehrheit der deutschen Sozialhygieniker war jüdischer Abstammung, und der Nationalsozialismus beendete diese medizinische Disziplin. In der 1952 an der Frankfurter Universität entstandenen Dissertation 100 Jahre Sozialhygienische Geschichte in Frankfurt am Main (1850–1950) erinnerte nichts an Hanauer, Ascher und Simonson.
2015 wurde vor Hanauers Wohnhaus im Reuterweg 57 in Frankfurt-Westend ein Stolperstein des Künstlers Gunter Demnig verlegt.

## Veröffentlichungen (unvollständig)
- Die Versicherung der Gewerbekrankheiten. Zeitschrift für Versicherungsmedizin, 1910.
- Die Berufskrankheiten der Gasarbeiter. Sonderdruck seines Vortrages auf der zweiten Gasarbeiterkonferenz 1911.
- Gesundheitspflege für die arbeitende Klasse.
- Die Gesundheitsverhältnisse und Berufskrankheiten im kaufmännischen Berufe. Verbandsblätter des Verbandes deutscher Handlungsgehilfen, Nr. 13, 1911.
- Führer für das Heilpersonal der Stadt Frankfurt. Herausgeber mit Hermann Schlesinger, Verlag Jaeger, 1915.
- Die öffentliche Gesundheitspflege in Frankfurt a. M.: Ihre Gegenwarts- und Zukunftsaufgaben. Frankfurt am Main 1920.